# Jasenovská bučina
Jasenovská bučina je přírodní rezervace v oblasti Východní Karpaty.
Nachází se v katastrálním území obce Jasenov v okrese Humenné v Prešovském kraji. Území bylo vyhlášeno či novelizováno v roce 1993 na rozloze 21,47 ha. Ochranné pásmo nebylo stanoveno.